# ダウラギリ県
座標: 北緯28度50分 東経83度30分 / 北緯28.833度 東経83.500度

ダウラギリ県の位置

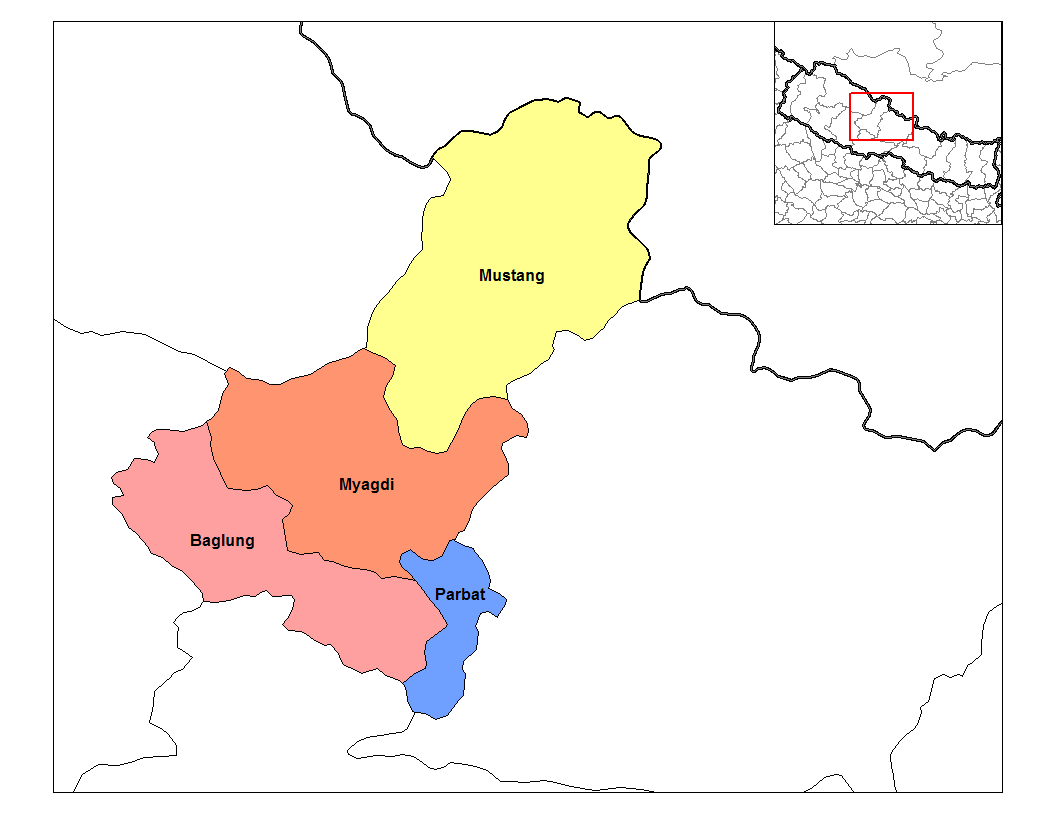
県内の4郡
■ムスタン郡、■ミャグディ郡、■バグルン郡、
■パルバット郡

ダウラギリ県（ネパール語: धवलागिरी）とは、ネパール西部開発区域に属する県である。県都はバグルンで、4郡からなる。ダウラギリ山が所在する。中国と国境を接する北部は2008年までムスタン王国に分類され、｢古き良きチベット｣として知られる。
| 郡           | 郡庁所在地 |
| ------------ | ---------- |
| バグルン郡   | バグルン   |
| ムスタン郡   | ジョムソム |
| ミャグディ郡 | ベニ       |
| パルバト郡   | クスマ     |